# Betül Cemre Yıldız
Pour les articles homonymes, voir Yıldız.
Betül Cemre Yıldız, est une joueuse d'échecs turque née le 16 mai 1989 à Adapazarı. Championne d'Europe individuelle en 2006, elle a le titre de grand maître international féminin depuis 2012. 
Au 1er janvier 2021, elle est la numéro deux turque avec un classement Elo de 2 362 points.

## Biographie et carrière
Elle a remporté la médaille de bronze au  championnat du monde de la jeunesse dans les catégories filles moins de 18 ans en 2007 et filles de moins de vingt ans (juniors) en 2009. 
En 2004, elle reçut le titre de maître international féminin. De 2002 à 2017, elle est devenue championne de Turquie à douze reprises.
Elle fut éliminée au deuxième tour du championnat du monde d'échecs féminin en 2010 après avoir battu Pia Cramling au premier tour.
Elle a représenté la Turquie lors de neuf olympiades féminines de 2000 à 2018, remportant la médaille de bronze individuelle au deuxième échiquier en 2012.